# Tantilla bairdi
Tantilla bairdi är en ormart som beskrevs av Stuart 1941. Tantilla bairdi ingår i släktet Tantilla och familjen snokar. IUCN kategoriserar arten globalt som otillräckligt studerad. Inga underarter finns listade i Catalogue of Life.
Arten förekommer i bergstrakter i centrala Guatemala. De första exemplaren hittades vid 1520 meter över havet. Honor lägger ägg.